# Melanotrichus virescens
Melanotrichus virescens är en insektsart som först beskrevs av Douglas och Scott 1865.  Melanotrichus virescens ingår i släktet Melanotrichus och familjen ängsskinnbaggar. Inga underarter finns listade i Catalogue of Life.